# D.A.D. Special
D.A.D. Special er et opsamlingsalbum fra rockgruppen D-A-D udgivet december 1989. Det indeholder sange fra de to første albums Call of the Wild (1986) og D.A.D. Draws A Circle (1987) samt deres debut EP Standin' On the Never Never (1985).

## Spor
| #   | Titel                          | Oprindeligt udgivet                | Længde |
| --- | ------------------------------ | ---------------------------------- | ------ |
| 1.  | "Isn't That Wild"              | D.A.D. Draws a Circle, 1987        | 2:52   |
| 2.  | "Marlboro Man"                 | Call of the Wild, 1986             | 2:53   |
| 3.  | "I Won't Cut My Hair"          | D.A.D. Draws a Circle              | 5:52   |
| 4.  | "Trucker"                      | Call of the Wild                   | 5:09   |
| 5.  | "Jonnie"                       | Call of the Wild                   | 4:58   |
| 6.  | "It's After Dark"              | Call of the Wild                   | 3:50   |
| 7.  | "Call of the Wild"             | Call of the Wild                   | 3:42   |
| 8.  | "Mighty Mighty High"           | D.A.D. Draws a Circle              | 3:18   |
| 9.  | "Counting the Cattle"          | Call of the Wild                   | 1:55   |
| 10. | "God's Favorite"               | D.A.D. Draws a Circle              | 3:55   |
| 11. | "Black Crickets"               | D.A.D. Draws a Circle              | 4:12   |
| 12. | "Sad Sad Christmas"            | B-side til "It's After Dark", 1986 | 3:26   |
| 13. | "Never Never (Indian Love)"    | Standin' On the Never Never, 1985  | 5:10   |
| 14. | "Up, Up Over the Mountain Top" | Standin' on the Never Never        | 2:19   |